# 青森県道41号弘前環状線
青森県道41号弘前環状線（あおもりけんどう41ごう ひろさきかんじょうせん）は、青森県弘前市賀田1丁目から弘前市街地郊外を時計回りに弘前市大字石川に至る主要地方道である。

## 概要
弘前市郊外の北側から東側を走る環状道路で、弓形のような路線である。
弘前市富栄の弘前市立船沢小学校付近で青森県道35号五所川原岩木線より分岐し、国道7号を横切り弘前市小金崎の弘前市立石川小学校・石川中学校付近で青森県道260号石川百田線に合流する。同市石川と同市津賀野で国道7号と交わる。
2005年（平成17年）11月21日には弘前市津賀野のはなさき温泉付近で国道7号から分岐し、同市中崎字平野で青森県道37号弘前柏線に合流、津軽中部広域農道（通称:やまなみロード）に連続するバイパスが開通した。

### 路線データ
青森県告示に基づく起終点および経過地は次のとおり。
- 起点：弘前市（中津軽郡岩木町大字賀田字大浦44の1[3][注釈 1]＝青森県道3号弘前岳鰺ケ沢線交点、青森県道129号関ケ平五代線起点、青森県道35号五所川原岩木線終点）
- 終点：弘前市大字石川（弘前市大字石川字春仕内8の1[4]＝青森県道260号石川百田線交点）
- 重要な経過地：南津軽郡田舎館村、平川市
- 実延長：21.630 km[5]

## 歴史
- 1983年（昭和58年）1月11日 - 主要地方道弘前環状線として青森県が認定[2]。
- 1993年（平成5年）5月11日 - 建設省により県道弘前環状線が主要地方道弘前環状線として再指定される[6]。
- 2005年（平成17年）11月21日 - 清瀬橋経由のバイパス道路の開通に伴い、城北大橋経由の現道が市道に指定替え。[要出典]

## 路線状況

### 重複区間
- 青森県道35号五所川原岩木線（起点 - 弘前市大字富栄字笹崎）
- 青森県道37号弘前柏線（石渡1丁目 - 町田3丁目）
- 国道7号（弘前市大字津賀野字浅田 - 堅田交差点）
- 青森県道136号常盤新山線（南津軽郡田舎館村大字大根子字村立 - 平川市大字新山字松橋）
- 青森県道268号弘前田舎館黒石線（平川市大字新山字松橋 - 平川市大字日沼字高田）

## 地理

### 通過する自治体
- 青森県
弘前市 - 南津軽郡田舎館村 - 平川市 - 弘前市

### 交差する道路
弘前市
- 青森県道3号弘前岳鰺ケ沢線：賀田1丁目（起点）
- 青森県道129号関ケ平五代線：賀田1丁目（起点）
- 青森県道35号五所川原岩木線：賀田1丁目 - 大字富栄字笹崎で重複
- 青森県道31号弘前鯵ケ沢線：石渡1丁目
- 青森県道37号弘前柏線：石渡1丁目 - 町田3丁目で重複
- 国道7号：大字津賀野字浅田 - 堅田交差点で重複
- 青森県道260号石川百田線：撫牛子2丁目

南津軽郡田舎館村
- 青森県道136号常盤新山線：大字大根子字村立 - 平川市大字新山字松橋（県道268号交点）で重複

平川市
- 青森県道268号弘前田舎館黒石線：大字新山字松橋 - 大字日沼字高田で重複
- 青森県道117号尾上日沼線：大字日沼字高田
- 国道102号：大字日沼字富田
- 青森県道109号弘前平賀線：大字松崎字亀井
- 青森県道104号館田停車場線：大字館田字中前田
- 青森県道144号平賀門外線：大字館田字前田
- 青森県道13号大鰐浪岡線：大字大坊字竹原

弘前市
- 国道7号：大字石川字春仕内
- 青森県道260号石川百田線（旧国道7号）：大字石川字春仕内（終点）

### 沿線
- 北和徳工業団地
- 弘南鉄道弘南線館田駅
- 松崎工業団地
- 弘前自動車運転免許試験場